# Jasminum tortuosum
Jasminum tortuosum es una especie de arbusto de la familia de las oleáceas. Es nativo de Sudáfrica.

## Descripción
Tiene ramas angulosas en su tallo principal, y sus flores generalmente tienen cinco pétalos blancos cada una. 

## Distribución y hábitat
Se encuentra generalmente en alto en los árboles en los bosques en la parte sudoeste de la provincia del Cabo, pero también puede trepar donde hay poco espacio vertical. 

## Taxonomía
Jasminum tortuosum fue descrita por Carl Ludwig von Willdenow y publicado en Enumeratio Plantarum Horti Botanici Berolinensis, . . . 1: 10. 1809.
Etimología
Jasminum: nombre latino de estas plantas. Podría derivar del persa yasamin o del árabe yasmin.
tortuosum: epíteto latino que significa "retorcido".
Sinonimia
- Jasminum campanulatum Link
- Jasminum flexile Jacq.
- Jasminum mucronatum Roth
- Jasminum tortuosum var. campanulatum (Link) DC.[7][8][9][10]